# Pladda (Argyll and Bute)
Pladda är en obebodd ö i ögruppen Small Isles i Argyll and Bute, Skottland. Ön är belägen 2,5 km från Craighouse.